# Pteramerus draco
Pteramerus draco är en kvalsterart som beskrevs av Balogh 1964. Pteramerus draco ingår i släktet Pteramerus och familjen Ameridae. Inga underarter finns listade i Catalogue of Life.